# Real Audiencia di Guadalajara
La Audiencia y Cancillería Real de Guadalajara o de la Nueva Galicia fu la Real Audiencia della Corona spagnola nel territorio del Regno della Nuova Galizia. Fu fondata per Regia Cédula dell'imperatore Carlo V nel 1544, anche se non fu consolidata fino al 13 febbraio 1548, quando furono emesse le sue ordinanze.
Inizialmente ebbe la sua sede a Compostela de Indias, ma fu trasferita definitivamente alla città di Guadalajara a partire dal 1560, che era la sede vescovile omonima. Inizialmente funzionò come un'audiencia subordinata alla Real Audiencia del Messico o della Nuova Spagna, come le audiencias di Santo Domingo, Guatemala e Manila, anche se nel 1572 fu l'unica tra le precedenti a ottenere l'autonomia assoluta dalla Città del Messico su raccomandazione del Consiglio delle Indie, concedendo la prima presidenza autonoma al potente giurista Jerónimo de Orozco, che era anche governatore e capitano generale del Regno della Nuova Galizia, rimanendo entro i limiti della rappresentanza vicereale, ma con giurisdizione speciale e l'aggiunta di nuovi territori a partire dal 1574. La Real Audiencia di Guadalajara continuò a esistere come tale fino alla formazione del Primo Impero messicano nel 1821, nonostante la sua giurisdizione fosse ridotta alla Provincia di Xalisco. Aveva la sua sede nel palazzo costruito da don Juan de Oñate, successivamente conosciuto come il Palazzo di Medrano.